# Тревога (фильм, 1968)
«Тревога» — советский фильм 1968 года киностудии «Грузия-фильм», снятый режиссёром Николозом Санишвили по роману Акакия Белиашвили «Швидкаца».

## Сюжет
Три друга — Дато, Караман и Бондо после окончания школы едут работать в Чиатуру. Дато и Караман устраиваются работать на шахту, а Бондо шофёром. Бондо оказывается замешан в махинации завсклада, и не слушает упрёки друзей, хотя понимает, что некачественные лесоматериалы для крепежа на шахте могут привести к обвалу. Когда в нём просыпается совесть, Бондо бежит на шахту, чтобы предупредить друзей об опасности, но уже поздно…

## В ролях
- Манана Цховребова — Цицино
- Давид Агиашвили — Дато
- Георгий Кавтарадзе — Караман
- Гия Перадзе — Осико
- Лери Гаприндашвили — Бондо
- Коте Даушвили — Доменти
- Ипполит Хвичия — Нариман
- Вахтанг Нинуа — Дурмишхани
- Михаил Вашадзе — Арчил
- Мариам Канделаки — Потола
- Рюрик Чхеидзе — Алфези
- Читолия Чхеидзе — Макринэ
- Ирина Магалашвили — секретарша
- Иосиф Хаиндрава — доктор